# Мирка Гинова
Мирка Гинова (1916, Русилово, Воденська область, — 27 липня 1946, Енідже Вардар) — борець під час Другої світової та громадянської війни Греції. Разом з тисячами македонських та грецьких патріотів вона воювала проти фашистських окупантів Греції, а згодом проти реакційних сил та монархо-фашизму. Мирка Гинова — перша жінка, яку застрелили в Греції з політичних мотивів.

## Життєпис

### Ранні роки
Мирка Гинова (у грецькому варіанті — Ірина Гінніс) народилась у бідній сім'ї в Русилово, невеликому селі близько 60 сімей, поблизу Островско Езеро, Воденська область. У дворічному віці вона залишилася без матері (яка померла від грипу), переживши всю гіркоту і страждання в житті. Початкову школу закінчила в селі Катріца. Її батько — Костянтин Гинов, хоч і бідний, усвідомивши жагу до знань, послав її з невеликими засобами на вчительський курс у Костур. Закінчивши курс вчителя, Мирка довго шукала роботу, але шість років фашистський режим Метаксасу заважав їй шукати роботу. А саме в цей період диктаторський режим з надзвичайною жорстокістю переслідував македонців, ставлячись до них як до громадян другого класу та винищуючи їх на безлюдних островах. До початку греко-італійської війни (29 жовтня 1940 р.) її призначили вчителькою у селі на Воденщині. Мирка Гинова зосередила всю свою любов на дітях і незабаром завоювала їхню довіру та повагу, і все село прийняло її як свою.

### Революційна діяльність

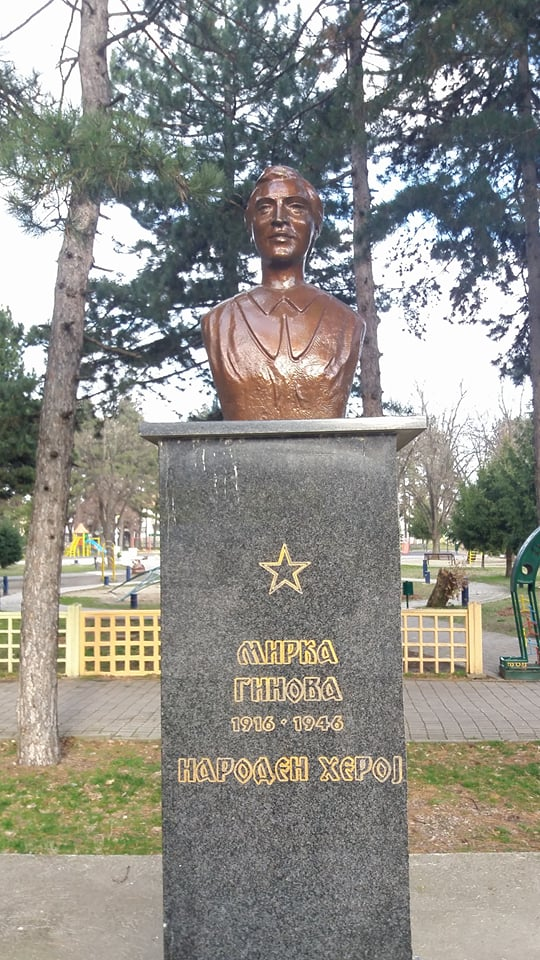
Погруддя Мирки Гинової у Битолі

З початком фашистської окупації Греції у квітні 1941 року становище македонців в Егейській Македонії погіршилося. Мирка Гинова вступила до лав ОКНЕ та молодіжної організації EPON. Як активістка EPON, вона діяла незаконно у селах на Воденщині та Меглені. Вона організувала македонську молодь та молодь, яка допомагала народно-визвольній боротьбі, вербувала нових бійців і пішла в партизацію в 1943 році поблизу Каймакчалана. Мирка Гинова була секретарем Жіночого антифашистського фронту (АФ) округу Водень.
Після звільнення Греції нова влада почала переслідувати членів Руху Опору. Члени ELAS були масово заарештовані, ув'язнені та зазнали безпрецедентних тортур, зокрема, македонське населення в Егейській Македонії зазнало репресій. У 1945 році Мирка Гинова вступила до Секретної організації визволення Македонії (ТОМО) та брала участь у збройних формуваннях Національно-визвольного фронту під час спалаху Грецької громадянської війни.

### Смерть
6 липня 1946 року Мирка Гинова сформувала невеликий партизанський загін в районі Долги Лівади на горі Скопі поблизу Водена. Незабаром після акції 400 грецьких жандармів та солдатів загін був обложений і почався бій, в якому Мирка Гинова (лише вона була озброєна) убила двох жандармів. Залишившись без боєприпасів, її захопили разом із шістьма друзями. При цьому жандарми жорстоко напали на неї й, одягнувши її у лахміття та всю залиту кров'ю, винесли її на вулиці Водена, але вона ходила вертикально головою і посміхалася людям, аби її побачили. Потім почалися страшні тортури під час яких Мирку Гинову били дерев'яними жердинами, недопалками та металевим дротом, під нігті вставляли цвяхи, а по тілу пускали електрику. Потім її поховали живою до шиї, а жандарми стріляли по її голові. Згодом Мирка Гинова та її шість супутників були страчені в Енідже-Вардарі. На суді в міській школі 25 липня 1946 році військовий суд засудив її до смерті через розстріл. Разом з іншими товаришами Мирку Гинову розстріляли 27 липня 1946 року. Поруч з нею також були розстріляні: Рісто Стоянов (45), Томе Міянгов (55), Георгій Проєв (25), Петре Поп Димитров (35), Димитр Лимов (40) та Горгіос Муцакіс — Алеко. Під час судового процесу вона проявила всю свою мужність. Знаючи про можливі наслідки, вона під час останнього слова виголосила промову на свій захист: "Я македонка і вірю в GKP, тому що лише ця партія представляє побажання людей у Греції та гарантує македонцям рівні права з усіма іншими. Я билася з німцями… і тепер я пишаюсь смертю, бо боролося з новими окупантами ".
Подібну мужність вона проявила під час самого розстрілу, коли вона не дозволила собі зав'язати очі й весь час співала «Інтернаціонал», кричачи «Ура за Комуністичну партію Греції!». Один грецький солдат, який був під час розстрілу, бачив останні хвилини Мирки Гинової. У листі до її батька він написав: "…вітаю тебе з донькою, яку ти народив. Вона зустріла смерть з усмішкою на губах, сміливо співала і ми всі були вражені. О 5.30 я підійшов до неї й запитав, чи хоче вона щось написати своїм батькам. І вона сказала мені: "Якщо ти любиш, напиши моєму батькові наступне: "Я вмираю за те, у що я вірю всією душею, як чесно, а не нечесну, для кращого життя для інших, а не для моєї". Це було диво, і навіть перед смертю вона не виявляла відчаю. І так зробили інші шість, але тим більше. Я не пишу цих слів, аби хвалити вашу доньку, а лише викладаю правду, яку я бачив. Вітаю вас, солдата, який поклав обов'язок відвідувати цей нещасний вчинок, і я мав бажання написати тобі останні слова незабутньої Ірини, всі відомі як Мирка…"

## Відзнаки
У Македонії її образ є символом мужності македонських жінок. Її мужність оспівана у фольклорі македонців з Егейської Македонії, таких як пісні «Тихо Мирка спить» та «Мирка Гіннеса». Її також оспівали македонські поети, як, наприклад, приклад пісні Івана Чаповського «Мирка Гинова». Сьогодні на її честь по всій Македонії є десятки установ, організацій та вулиць, що мають її ім'я (наприклад, Державна середня школа для студентів у Бітолі, Будинок культури в Демірі Капії тощо) та на міській набережній. У Бітолі у 2006 році встановлено меморіальний бюст Драгана Поповського-Дади.
Тихо Мирка заснула 
Тихо Мирка заснула
в горах Преспа,
в горах Преспа,
там, на луках.
Вони приїхали посеред ночі
друга компанія комісарів.
Голос Мирки почула її,
одразу прокинулася Мирка.
Вони прибули на світанку
фашистські загони шпигунів,
вони вистежили місце
Мирка була схоплена живою.
Шива Мирка потрапила в полон
у місті Воден,
вони жорстоко катували Мирку,
вони поклали її живою в могилу.